# Koźmin (gromada w powiecie tureckim)
Koźmin – dawna gromada, czyli najmniejsza jednostka podziału terytorialnego Polskiej Rzeczypospolitej Ludowej w latach 1954–1972.
Gromady, z gromadzkimi radami narodowymi (GRN) jako organami władzy najniższego stopnia na wsi, funkcjonowały od reformy reorganizującej administrację wiejską przeprowadzonej jesienią 1954 do momentu ich zniesienia z dniem 1 stycznia 1973, tym samym wypierając organizację gminną w latach 1954–1972.
Gromadę Koźmin siedzibą GRN w Koźminie utworzono – jako jedną z 8759 gromad na obszarze Polski – w powiecie tureckim w woj. poznańskim, na mocy uchwały nr 39/54 WRN w Poznaniu z dnia 5 października 1954. W skład jednostki weszły obszary dotychczasowych gromad Dąbrowa, Głowy, Koźmin, Koźmin Kolonia, Kozubów, Kuźnica Janiszewska i Kwiatków (bez miejscowości Gaj-Brody-Zagaj) ze zniesionej gminy Brudzew w tymże powiecie. Dla gromady ustalono 15 członków gromadzkiej rady narodowej.
31 grudnia 1961 do gromady Koźmin włączono miejscowości Janów i Praksedów ze znoszonej gromady Ruszków Pierwszy w powiecie kolskim w tymże województwie.
31 grudnia 1971 gromadę zniesiono, a jej obszar włączono do gromady Brudzew w tymże powiecie.